# Astaena yungasa
Astaena yungasa är en skalbaggsart som beskrevs av Saylor 1946. Astaena yungasa ingår i släktet Astaena och familjen Melolonthidae. Inga underarter finns listade.